# Flugwissenschaftliche Vereinigung Aachen
Die Flugwissenschaftliche Vereinigung Aachen (1920) e. V. (kurz: FVA) ist eine studentische Gruppe der RWTH Aachen und FH Aachen, die sich mit der Konstruktion, dem Bau und dem Fliegen von Segel- und Motorflugzeugen beschäftigt. Sie ist Mitglied der Idaflieg.

## Struktur und Organisation
Die FVA wurde im Jahr 1920 unter Leitung von Theodore von Kármán und Wolfgang Klemperer gegründet, um am ersten Rhönwettbewerb an der Wasserkuppe teilzunehmen. Weitere bekannte Mitglieder waren Felix Kracht und Hermann Landmann.
Die FVA war neben den Fliegergruppen aus Berlin, Braunschweig, Danzig, Darmstadt, Dresden, Hannover, Köthen, München und Stuttgart Gründungsmitglied der Interessengemeinschaft der Akademischen Fliegergruppen (Idaflieg).
Der Verein erforscht, baut und fliegt neue Flugsysteme. Es wurden 29 Projekte gestartet und diverse Prototypen gebaut.
Die Ausbildung bei der FVA beinhaltet den Segel- und Schleppflug sowie die Ausbildung von Kunstfliegern, Fluglehrern, Zellen- sowie Fallschirmwarten.
Der Flugzeugpark besteht aus einer Robin DR400-180 als Schleppmaschine, DG 1000T, ASH 25E, einer ASW 28-18, einer Club Libelle, einer Glasflügel 304 und einer 206 Hornet.

## Projekte

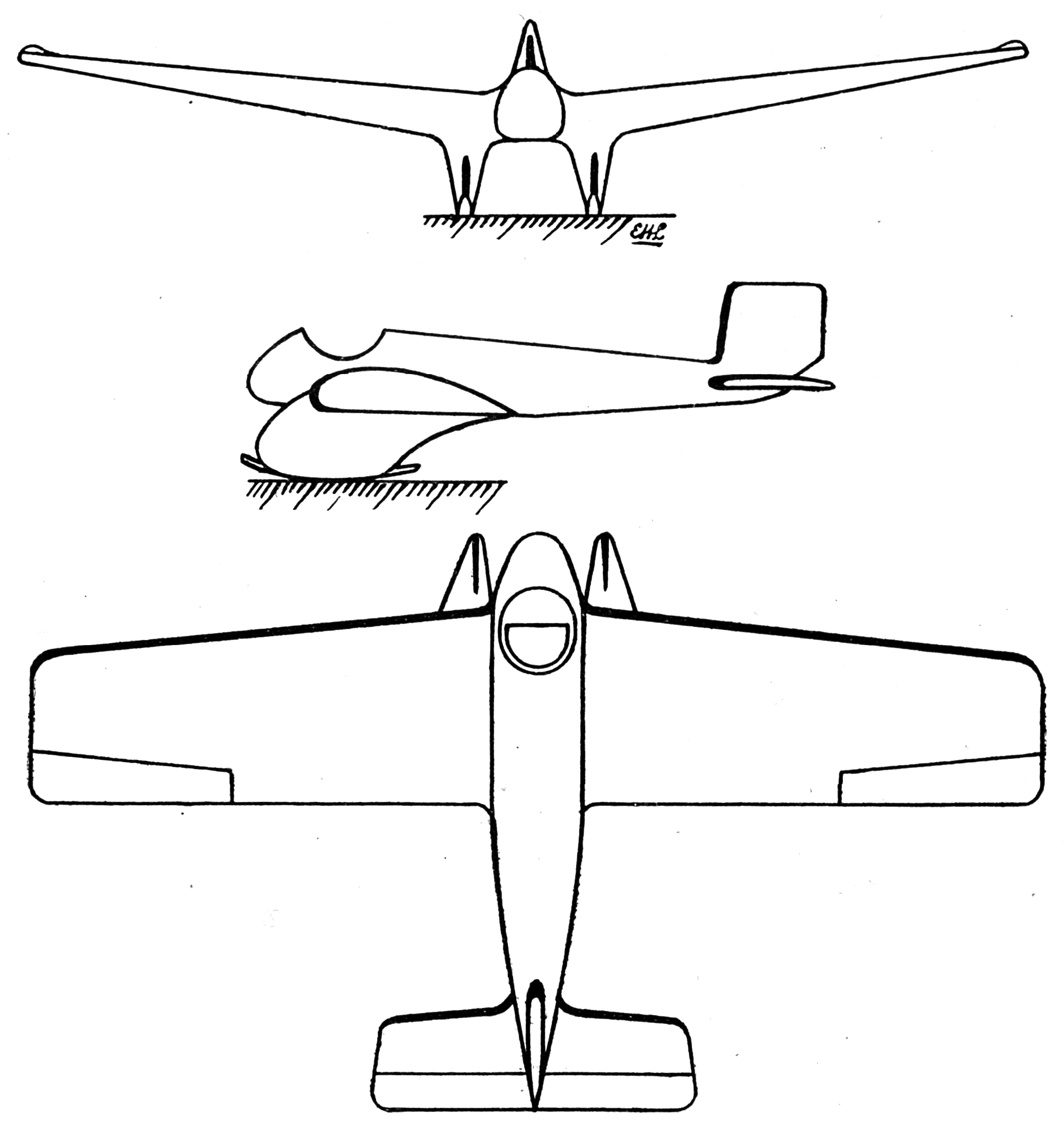
Dreiseitenansicht der FVA-1

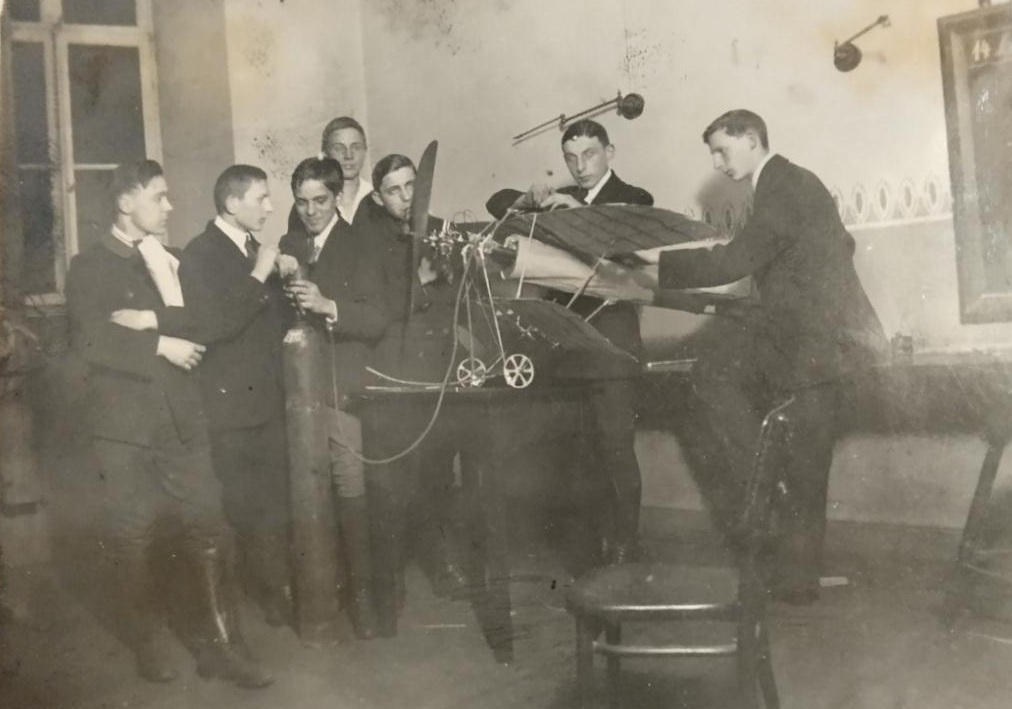
Mitglieder der FVA im Januar 1921

FVA-1 „Schwatze Düvel“
Der „Schwatze Düvel“ war das erste von Theodore von Kármán und seinem Assistenten Wolfgang Klemperer unter der FVA entworfene und konstruierte Segelflugzeug. Anlass war der „erste Rhön-Gleit- und Segelflugwettbewerb“ auf der Wasserkuppe 1920. Der „Schwatze Düvel“ bestand hauptsächlich aus Holz und wurde mit schwarzem Voilestoff bespannt. Gebaut wurde sie in Tag- und Nachtschichten unter absoluter Geheimhaltung, da Deutschland durch den Versailler Friedensvertrag jede Betätigung auf dem Gebiet der Luftfahrt untersagt wurde.
Klemperer erreichte während der Veranstaltung einen Flug von 2 Minuten und 22 Sekunden Dauer und 1830 Metern Strecke, stellte damit einen Rekord auf und gewann den Wettbewerb.
FVA-2 „Blaue Maus“
Basierend auf dem Erfolg des „Schwatzen Düvel“ entstand ein in Details verbessertes Flugzeug mit tieferem Sitz, um weniger Widerstand zu verursachen und einer Spannweite von 9,70 m. Die „Blaue Maus“ nahm gemeinsam mit der FVA-1 am Rhönwettbewerb teil. Am 30. August stellte Klemperer einen neuen Weltrekord in Flugdauer (13 Minuten) und Flugstrecke (4,6 Kilometer) auf. Es wurden insgesamt vier Flugzeuge gebaut.
FVA-3 „Ente“
Die FVA-3 war der erste von der FVA gebaute Doppelsitzer und das erste Canard-Flugzeug. Sie ging während des Rhönwettbewerbs 1922 zu Bruch (ein Kufenbein brach).
FVA-4 „Pipö“
Die FVA-4 war ein einfach zu reparierendes, zweisitziges Flugzeug. Durch die Doppeldecker-Konfiguration wurde sie nicht als Leistungsflugzeug, sondern als Schulungsflugzeug benutzt. Sie wurde nach dem Spitznamen der Schwester Professor von Kármáns „Pipö“ genannt.
FVA-5 „Rheinland“
Die letzte für die FVA entwickelte Konstruktion Klemperers wurde zur gleichen Zeit wie die FVA-4 gebaut. Charakteristisch für die „Rheinland“ war der gedrungene Rumpf, der den Piloten voll aufnahm, die Schulterdeckeranordnung der Flügel, die im Querruderbereich nach hinten geknickt waren. Dieser Flügel war zwar noch zweiholmig, um die Momente des stark nach hinten geknickten Flügels aufzunehmen, hatte aber im Gegensatz zu den Vorläufertypen eine sperrholzbeplankte Torsionsnase. Die „Rheinland“ konnte auf dem Rhönwettbewerb 1923 keine herausragenden Leistungen vorweisen.
FVA-6
1924 wurde die Motorfliegerei wieder erlaubt. So konstruierten Ilse Kober und Theodor Bienen 1926 die FVA-6 als das erste Motorflugzeug der FVA. Sie war ein zweisitziger Doppeldecker mit einem 30 PS-ABC-Scorpion-Motor. Aufgrund eines ungünstigen Schwerpunktes und der relativen Unerfahrenheit des Piloten wurde sie beim Erstflug zerstört.
FVA-7 (M Ia)
Die FVA-7 (und die FVA-8) sind nicht offiziell gebaut worden. Trotzdem wurde das nächste Flugzeug FVA-9 getauft. Mittlerweile herrscht überwiegend Einigkeit, dass die FVA-7 identisch zur M Ia – der verbesserten Version der Mayer M I von Hermann Mayer – war. Mayer war Freund und Förderer der FVA und wurde erst später Mitglied. Die „M I“ war ein abgestrebter Hochdecker in bewusst einfacher Bauweise, da sie als Übungssegelflugzeug gedacht war. Dennoch war diese Maschine im Wettbewerb den hochentwickelten Segelflugzeugen nur wenig unterlegen. Nach dem Rhönwettbewerb wurde die Spannweite von 14,5 m auf 16,5 m vergrößert und weitere Details verbessert.
FVA-8
Mit FVA-8 wurde ein von den Aachenern 1934 zur Rhön gebrachtes „Grunau Baby“ mit dem Kennzeichen D-Orsbach bezeichnet, dessen Herkunft nicht eindeutig geklärt werden konnte.
FVA-9 „Blaue Maus II“
Die „Blaue Maus II“ war 1934 als leichte Konstruktion mit geringer Sinkgeschwindigkeit von nur 0,54 m/s für den Streckenflug entwickelt worden. Das hochdeckige, einholmige Flugzeug mit 15,60 m Spannweite besaß eine mit Diagonalsperrholz beplankte Nase.
FVA-10a „Theodor Bienen“
Aufbauend auf den guten Ergebnissen der FVA-9 wurde 1935 ein neuer Typ entwickelt. Neben verbesserten Flugeigenschaften sollte die Montage von drei Personen durch automatische Ruderanschlüsse in fünf Minuten gewährleistet werden. Die Flügel waren freitragende Knickflügel in Mitteldeckeranordnung. Aus Platzgründen wurde eine Handradsteuerung eingebaut.
FVA-10b „Rheinland“
Die FVA-10 war eine 1936 gebaute verbesserte Version der „Theodor Bienen“ mit neuer Rumpfform für einfachere Landungen, Bremsklappen auf Ober- und Unterseite der Tragflächen, Einziehfahrwerk und Knüppel- statt Handradsteuerung. Mit Hilfe der FVA-10 gelang Felix Kracht die erste Alpenüberquerung mit einem Segelflugzeug. Im Rhönwettbewerb 1937 belegte sie den zweiten Platz und gewann den Preis für die fortschrittlichste Konstruktion. Die „Rheinland“ wurde von der Firma Schmetz und Kracht insgesamt 29 mal hergestellt.
FVA-11 „Eifel“
Dia FVA-11 sollte als Beispiel eines „Idealflugzeugs“ dienen. Ausgelegt war die Konstruktion auf eine Reisegeschwindigkeit von 80 km/h, eine geringe Sinkgeschwindigkeit und eine Landegeschwindigkeit von 40 km/h. Zum Erreichen der meisten dieser Vorgaben war eine dünne Tragfläche mit 18 m Spannweite und Fowlerklappen notwendig. Aufgrund von Schwierigkeiten der Materialbeschaffungen konnte die „Eifel“ nicht zum 19. Rhönwettbewerb fertiggestellt werden. Flugtests wurden in Merzbrück ausgeführt, das Flugzeug wurde beim Ausbruch des Zweiten Weltkrieges zerstört.
FVA-12
Die FVA-12 war der Entwurf für ein Motorflugzeug im Rahmen einer Diplomarbeit. Die Konstruktion wurde wegen der FVA-13 nicht begonnen.
FVA-13 Olympia-Jolle
1940 sollte der Segelflug als olympische Disziplin eingeführt werden. Die FVA beteiligte sich an der Ausschreibung eines Einheitssegelflugzeugs gemäß der Richtlinie:
- Spannweite 15 m
- Einheitlichkeit des Materials: Stahl, Sperrholz und Kiefer
- Die Maschine soll in der Lage sein, sich einige Zeit auf dem Wasser schwimmend zu erhalten.
- Sturzflugbremsen, die die Maximalgeschwindigkeit im Sturzflug auf 200 km/h beschränken.
- Bei der Einrichtung des Führersitzes ist von einer Größe des Piloten von 1,80 m auszugehen.
- Rumpf mit Kufe ohne Fahrgestell
- Führersitz mit Rückenfallschirm
- äußere Führerraumbreite 600 mm
- max. Rüstmasse 160 kg
- Zuladung 95 kg
- Nötigenfalls muss die Zuladung durch Anbringung von Gewichten auf 95 kg ergänzt werden. Die sichere Anbringung von Ballast ist deshalb schon bei der Konstruktion zu berücksichtigen.

Auf Basis der FVA-9 „Blaue Maus II“ entstand mit einigen Modifikationen wie einer freitragende Flächenaufhängung die Olympia-Jolle mit 156 kg Masse und genau 95 kg Maximalzuladung.
Die internationale Kommission wählte die „Olympia Meise“ von der DFS aus, so behielt man die zwei hergestellten Flugzeuge im Vereinsbesitz, bis sie im Zweiten Weltkrieg zerstört wurden.
FVA-14 Ringflügel
Das erste Projekt nach dem Zweiten Weltkrieg war ein Flugzeug in der sogenannten Ringflügelkonfiguration, bei der die Tragflächen um das Cockpit herumragten und beide Seiten hinten zusammengeführt wurden. Das Ziel war die Erforschung der Aerodynamik dieser und eine Untersuchung von eventuellen Vorteilen. Jedoch stellte man in Windkanaluntersuchungen fest, dass das Längsstabilisierungsverhalten problematisch war: Im Schnellflug hatte das Flugzeug die Tendenz, sich in den Rückenflug zu begeben. Da eine Änderung der Großausführung aus finanziellen Gründen unmöglich war, wurde der Bau nicht mehr weitergeführt.
FVA-15
Entwicklung einer Durchblassteuerung als Querruderersatz (1952), Erprobung auf Grunau Baby III
FVA-16 Schaumstoff-Flügel
Untersuchung zum Bau eines Duralbelegten Schaumstoffflügels (1954/55), aufgegeben
FVA-17 Nurflügler
Motorisierung und Erprobung der Horten Ho 33 V1 mit Zündapp-Motor (1954) als Forschungsauftrag des Bundesverkehrsministeriums
FVA-18 Primitivkrähe
„Primitivkrähe“ (1959–1965), Motorflugzeug, leichter zweisitziger Hochdecker
FVA-19 Silberkrähe
Projekt Schleppflugzeug-Auslegungs-Studie, wurde zur Grundlage der Konstruktion ESS 641 der Flugwissenschaftlichen Arbeitsgemeinschaft Bremen (Erstflug: 17. September 1971)
FVA-20
„Ferdinand Bernhard Schmetz“ (ab 1967, Erstflug 1979) Standardklasse-Segler in GFK-Bauweise, Konstrukteure: Irmer, Dewes, Solies
FVA-21 Wölbklappenautomatik
Entwicklung, Bau und Erprobung einer hydraulischen Wölbklappenautomatik, ab 1972 auf VFW FK-3, ab 1980 auf LS3. Diese stellt automatisch die Wölbklappen auf die optimale Stellung in Abhängigkeit von Geschwindigkeit, Flächenbelastung und Lastvielfaches. Nach dem Prinzip wurde später die Wölbklappenautomatik der Mü 28 gebaut.
FVA-22 Papierrakete
Entwicklung und Bau eines Höhenforschungs-Raketenkopfes für eine Rakete der Akaflieg München (1970–1975, flog nie)
FVA-23
Entwicklung, Bau, Erprobung und Musterzulassung einer lärmarmen Auspuffanlage für die Robin DR 400/180R „Remorqueur“ (1976). Serienbau durch Wolf Hirth / Nabern
FVA-24 Wimi
Entwicklung, Bau, Erprobung und Musterzulassung einer Schleppseil-Aufwickelvorrichtung für die Robin DR 400/180R „Remorqueur“ (1980), später auch für andere Schleppflugzeuge und -motorsegler. Serienbau
FVA-25
Einsitziges Enten-Ultraleichtflugzeug in Aramid-Kohlenstofffaser-Bauweise (ab 1984), Projekt aus Gewichtsgründen aufgegeben und verkauft (flog später wohl mal in Belgien mit F-Zulassung)
FVA-26
Projekt einer Tragfläche mit im Flug veränderlichem Profil („Wölbfläche“) (1984), aufgegeben
FVA-27
Segelflugzeug in Entenkonfiguration, aufgegeben
Mittlerweile gibt es wieder bestreben, diese weiter zu bauen
FVA-28
Projektname für die neue Werkstatt in Würselen
FVA-29
Elektrisch angetriebener Motor mit eigens ausgelegten Propeller für die ASW 28-18